# Hospital Universitario Monklands
El Hospital Universitario Monklands es un hospital general de distrito situado en Airdrie, North Lanarkshire, Escocia. Atiende a una población de aproximadamente 260.000 personas de las áreas del consejo de North y South Lanarkshire y está gestionado por el NHS Lanarkshire.

## Historia
Sir John Wilson, hombre de negocios y político local, legó el terreno al pueblo de Airdrie y se convirtió en el hospital de maternidad local (Airdrie House Maternity Home Hospital) en 1919. Las instalaciones cerraron como hospital de maternidad en 1962 y fueron completamente demolidas en 1964.
Originalmente planeado como Hospital General del Distrito de Airdrie, tras una reorganización del consejo local, el nuevo hospital de agudos en el sitio se conoció como Hospital General del Distrito de Monklands. Aunque algunos departamentos del hospital, incluida la Escuela de Enfermería, ya estaban abiertos en 1974, el hospital no entró en pleno funcionamiento hasta 1977.
En abril de 2006, el NHS Lanarkshire publicó su documento "Picture of Health", en el que se sugería el descenso de categoría a dos departamentos de urgencias dirigidos por consultores, pudiendo elegir entre el Monklands Hospital y el Hairmyres Hospital para el descenso de categoría. El hospital de nivel 2 contaría con una unidad de lesiones menores dirigida por nurse, junto con cirugía programada, servicios completos de diagnóstico y consulta externa y medicina general. Finalmente, Monklands fue destinado a ser degradado. De esta forma, el NHS Lanarkshire sólo dispondría de servicios de urgencias dirigidos por consultores en el Wishaw General Hospital y en el Hairmyres Hospital de East Kilbride.
La decisión de rebajar la categoría fue muy criticada, y el ex ministro del Interior, John Reid, expresó su desaprobación de los planes. En septiembre de 2006, el plan fue aprobado por Lewis MacDonald, viceministro de Sanidad y Asistencia Comunitaria. En mayo de 2007, la administración laborista perdió frente al Partido Nacional Escocés en las elecciones al Parlamento escocés de 2007 y la decisión fue revocada por la nueva Secretaria del Gabinete para la Salud y el Bienestar, Nicola Sturgeon. Ésta exigió que el NHS Lanarkshire encontrara una forma de mantener tres departamentos de A+E dirigidos por consultores en pleno funcionamiento en Lanarkshire. En 2009, el NHS Lanarkshire elaboró siete posibles combinaciones para mantener abiertos los tres departamentos de A+E, que posteriormente se sometieron al escrutinio público.
En diciembre de 2013 se supo que las cifras de Healthcare Improvement Scotland mostraban que el hospital había registrado una tasa de mortalidad superior a la prevista en 18 de los 27 informes trimestrales anteriores.  La Academia de Reales Colegios y Facultades de Medicina de Escocia elaboró un informe titulado "Learning from serious failings in care" en julio de 2015. Descubrieron que las tasas de mortalidad en el hospital eran superiores a la media y pidieron al NHS Lanarkshire que realizara mejoras generalizadas.
En noviembre de 2017, el NHS Lanarkshire cambió el nombre de los tres hospitales de agudos del área local para reflejar su nuevo estatus de enseñanza universitaria.

## Instalaciones

Vista aérea del Hospital Monklands alrededor de 1980

En conjunto, Airdrie, Coatbridge y sus pueblos circundantes se denominaban antiguamente Monklands. El Consejo de Distrito de Monklands fue el distrito de gobierno local hasta la abolición del sistema de gobierno local de dos niveles y la creación de autoridades unitarias en 1996 con la aprobación de la Ley de Gobierno Local (Escocia) de 1973. El hospital se encuentra técnicamente en Airdrie, pero se encuentra en la frontera entre Airdrie y la ciudad vecina, Coatbridge.
El hospital de Monklands puede describirse como un hospital general de tamaño medio; aparte de los pabellones 1 y 2, todos los pabellones y departamentos del hospital se encuentran "bajo un mismo techo". A los pabellones 1 y 2 se accede a través de un túnel de cristal. El hospital se distingue por tener dos torres, una de ellas con predominio de salas médicas y la otra quirúrgica. Las torres tienen seis pisos cada una, con una planta baja, una planta baja y cuatro pisos por encima. En la planta baja se encuentran el comedor, la farmacia y el depósito de cadáveres. Las salas, la capacidad de camas y sus especialidades son:
| Sala/área  | Especialidad                                                                   | Número de camas                                 |
| ---------- | ------------------------------------------------------------------------------ | ----------------------------------------------- |
| Sala 1     | Renal                                                                          | 17 pacientes hospitalizados + pacientes de día  |
| Sala 2     | Enfermedades infecciosas                                                       | 30                                              |
| Sala 3     | Suite de Día de Urología                                                       |                                                 |
| Sala 4/SRU | Cirugía General y Unidad de Recepción Quirúrgica                               | 34 (12 SRU + 22 Sala)                           |
| Sala 5     | Alta Dependencia Quirúrgica                                                    | 8                                               |
| Sala 6     | Cirugía General y de la Mama                                                   | 24                                              |
| Sala 7     | Urología                                                                       | 30                                              |
| Sala 8     | Cuidados Transitorios Médicos                                                  |                                                 |
| Sala 9     | ORL y Cirugía Maxilofacial                                                     | 28 + 2 camas HDU                                |
| Sala 10    | Gastroenterología/Dermatología/Renales                                         | 24                                              |
| Sala 12    | Medicina aguda de la tercera edad y rehabilitación                             | 24                                              |
| Sala 14    | Endocrinología y Nefrología                                                    | 24 (12 endocrinología + 12 renal)               |
| Sala 16    | Hemato-oncología                                                               | 18 camas para pacientes hospitalizados y de día |
| Sala 17    | Respiratorio                                                                   | 24                                              |
| Sala 18    | Unidad de Alta Dependencia Médica, Unidad de Cuidados Coronarios y Cardiología | 4 HDU, 8 CCU + 10 Step-down                     |
| Sala 19    | Unidad de Recepción de Agudos Médicos                                          | 26                                              |
| Sala 20    | Medicina de agudos y rehabilitación de ancianos                                | 24                                              |
| Sala 21    | Unidad de Ictus de Agudos                                                      | 20                                              |
| Sala 22    | Medicina y Rehabilitación de Agudos                                            | 26                                              |
| Sala 24    | Unidad de Psiquiatría                                                          | 24                                              |
| Sala 26    | Unidad de Cuidados Intensivos                                                  | 10                                              |
| MAU        | Unidad de Evaluación Médica/Unidad de Cuidados Ambulatorios                    | 15                                              |